# 竹山书院
竹山书院坐落于安徽省黄山市歙县雄村乡渐江之畔，始建于清乾隆二十年（1755年），占地面积约2000平方米，主要建筑有：贯日凌云八角亭、清旷轩、文昌阁、百花头上楼、眺帆轩等。 2006年被列为全国重点文物保护单位。